# アカリタイトル2
『アカリタイトル2』（アカリタイトルツー）は、2015年のLITTLEのアルバム。発売元は徳間ジャパンコミュニケーションズ。

## 概要
- 2014年の『アカリタイトル1』以来ちょうど1年半ぶりのアルバム。
- ジャケットイラストはTypoGrahphics（Optimystik）が担当。
- TAICHI MASTER、Mitsuyuki Miyake（mihimaru GT）、Masataka Kitaura、千晴、SHOGO、T.U.S. (副島ショーゴ & 今泉タカシ)、SONOMI、Shingo.S、MISTA O.K.I、SIMON JAP、MASTなどの面々が参加している。
- 3曲目の「Beach Sun Girl feat. Una」はテレビ東京系「ソレダメ!〜あなたの常識は非常識!?〜」エンディングテーマ（7～9月）。
- 5曲目の「tenohira」は同じくKICK THE CAN CREW／ULのMCUからの初の提供曲。

## 収録曲
1. バルバロイ
Words & Music : LITTLE　Sound Produced by 千晴 & Toshihiro Takita
2. Bad Boy 武士
Words & Music : LITTLE　Sound Produced by SHOGO
3. Beach Sun Girl feat. Una
Words & Music : LITTLE　Produced by Mitsuyuki Miyake
アルバムのリードトラック。MVも制作された。アレンジはmihimaru GTのMiyake、フィーチャリングはシンガーでファッショニスタのUna[1]。
LITTLEが初めて詞曲ともに手掛けており、自身も「日本の音楽のなかでこんなに韻を踏んでる歌メロの曲は100％ない」と語っている[2]。
テレビ東京系「ソレダメ!〜あなたの常識は非常識!?〜」エンディングテーマ（7～9月）。
4. 七月の海月
Words & Music : LITTLE　Sound Produced by SHOGO
6年ほどに作られた曲で、ライブでは既に何度か歌われていた[3]。
5. tenohira
Words & Music : Masataka Kitaura, MCU　Produced by Masataka Kitaura, MCU
同じくKICK THE CAN CREW（当時は活動休止中）／ULのMCUと、北浦正尚による提供曲。初めて自身以外による詞を歌う[2]。
6. Check It 拉麺
Words & Music : LITTLE　Sound Produced by Taichi Master
ラーメンについて歌った曲。バースごとに声色が変えられている[2]。
7. アイデアル
Words & Music : LITTLE　Sound Produced by T.U.S. (副島SHOGO & 今泉タカシ)
8. おはよう～おやすみ feat. SONOMI
Words & Music : LITTLE　Produced by Shingo.S
9. Generation R feat. SIMON JAP, MISTA O.K.I
Words & Music : LITTLE, SIMON JAP, MISTA O.K.I　Sound Produced by SHOGO
10. ドラマツルギー
Words & Music : LITTLE　Sound Produced by MAST